# Ilijana Jotowa

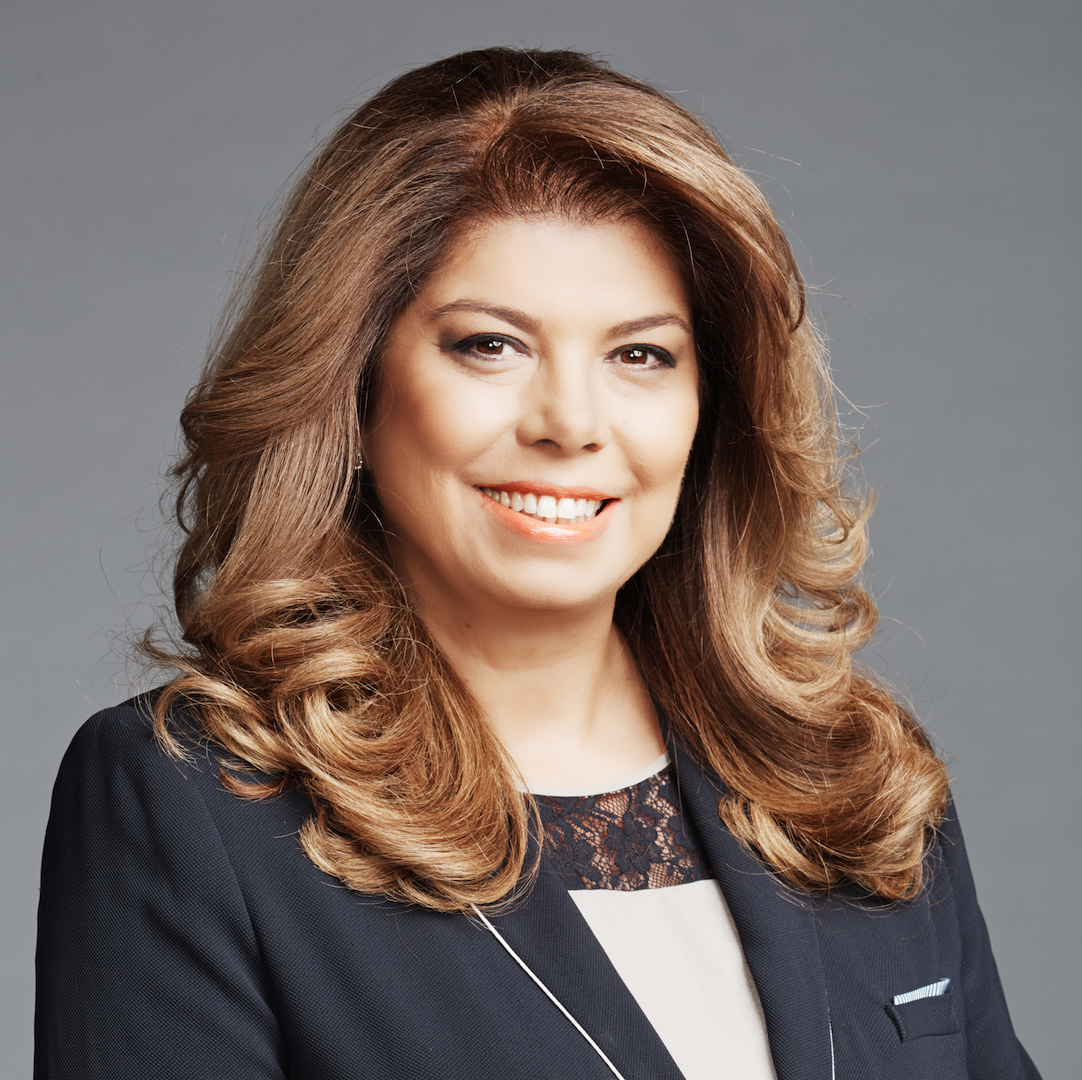
Ilijana Jotowa

Ilijana Malinowa Jotowa (auch Iliyana Malinova Yotova geschrieben, bulgarisch Илияна Малинова Йотова; * 24. Oktober 1964 in Sofia) ist eine bulgarische Politikerin der Bulgarischen Sozialistischen Partei (BSP) und Vizepräsidentin Bulgariens.

## Leben
Von 1991 bis 1997 arbeitete sie als Journalistin für den Nachrichtendienst beim bulgarischen Staatsfernsehen. Im März 1997 wechselte sich zum Pressezentrum der BSP. Im April 2000 wurde sie Mitglied des Gemeinderates der Stadt Sofia für die BSP. Im Mai 2000 wurde sie im Vorstand der BSP gewählt. Ab 9. Januar 2006 hatte sie den Posten der Vorstands-Stellvertreterin des BSP Kreisverbandes Sofia inne.
2005 wurde sie als Abgeordnete der Koalition für Bulgarien, der auch die BSP angehört, in das 40. bulgarische Parlament gewählt. 2007 wurde sie bei den nachgezogenen Europawahlen als Kandidatin der Liste der Koalition für Bulgarien ins Europaparlament gewählt. Bei der Europawahl 2009 wurde sie als solche bestätigt, ebenfalls als Kandidatin der Koalition für Bulgarien.
Ilijana Jotowa hat ein Studium in „Bulgaristik und französischer Philologie“ an der Sofioter St.-Kliment-Ohridski-Universität abgeschlossen.

## Tätigkeiten als EU-Parlamentarierin
Jotowa war in der Fraktion der Progressiven Allianz der Sozialisten & Demokraten im Europäischen Parlament organisiert.
Sie war Stellvertretende Vorsitzende in der Delegation im Ausschuss für parlamentarische Kooperation EU-Moldau.
Als Mitglied saß sie im Ausschuss für Fischerei, im Petitionsausschuss, im Sonderausschuss gegen organisiertes Verbrechen, Korruption und Geldwäsche, sowie in der Delegation in der Parlamentarischen Versammlung EURO-NEST.
Stellvertreterin war Jotowa im Ausschuss für Beschäftigung und soziale Angelegenheiten, im Ausschuss für bürgerliche Freiheiten, Justiz und Inneres sowie in der Delegation für die Beziehungen zu den Maghreb-Ländern und der Union des Arabischen Maghreb.

## Vizepräsidentin
Bei der bulgarischen Präsidentschaftswahl 2016 trat sie an der Seite des unabhängigen Bewerbers Rumen Radew an, der jedoch von der BSP offen unterstützt wurde. Am 13. November 2016 wurde Radev mit 59 % der Stimmen gewählt, sie verließ das Europaparlament am 17. Januar 2017. Ihre Vorgängerin im Amt war Margarita Popova. Für Jotowa rückte der in Bulgarien bekannte Satiriker Petar Kurumbaschew nach.